# Burning Rain
Burning Rain er et band dannet af guitarist Doug Aldrich og sanger Keith St. John i 1998.

## Medlemmer
- Doug Aldrich – Lead guitar
- Keith St. John – Vokal
- Ian Mayo – Bas

## Diskografi
- 1999 – Burning Rain
- 2000 – Pleasure to Burn